# TPPP
TPPP‏ (Tubulin polymerization promoting protein) هوَ بروتين يُشَفر بواسطة جين TPPP في الإنسان.